# Physiomorphus mimeticus
Physiomorphus mimeticus là một loài bọ cánh cứng trong họ Mycteridae. Loài này được Pollock miêu tả khoa học năm 2000.